# Île de l'Espérance
L'Île de l'Espérance (en anglais : L'Esperance Rock, soit « rocher de l'Espérance », autrefois French Rock, le « rocher français »), est la plus méridionale des Îles Kermadec, situées au Nord de l'Île du Nord de la  Nouvelle-Zélande. Elle est à 80 km au Sud de île Curtis et à 600 km au Nord-Est de East Cape.
 
Le petit îlot nommé « Havre Rock » se trouve à 8 km au nord-ouest de l'île de L'Espérance et c'est un récif qui atteint à peine la surface de l'eau. L'île « L'Esperance Rock » au contraire a 250 m de diamètre avec une surface de 4,8 ha et elle s'élève à 70 m de hauteur.

## Importante zone de nidification
Ces îles forment une partie des îles Kermadec, qui sont des aires importantes pour les oiseaux, identifiées comme telles par les associations internationales de la protection des oiseaux, parce c'est un site essentiel de nidification des oiseaux de mer.  C'est le site de reproduction d'une importante colonie de noddi gris. Des fous masqués ont aussi été enregistrés comme nichant là.